# Sângeorgiu de Pădure
Sângeorgiu de Pădure (en hongarès: Erdőszentgyörgy  [ˈƐrdøːsɛɲɟørɟ]; alemany: Sankt Georgen auf der Heide) és una ciutat del comtat de Mureș, Transsilvània (Romania).
Els pobles de Bezid (Bözöd), Bezidu Nou (Bözödújfalu) i Loțu (Lóc) formen part administrativa de la ciutat.

## Història

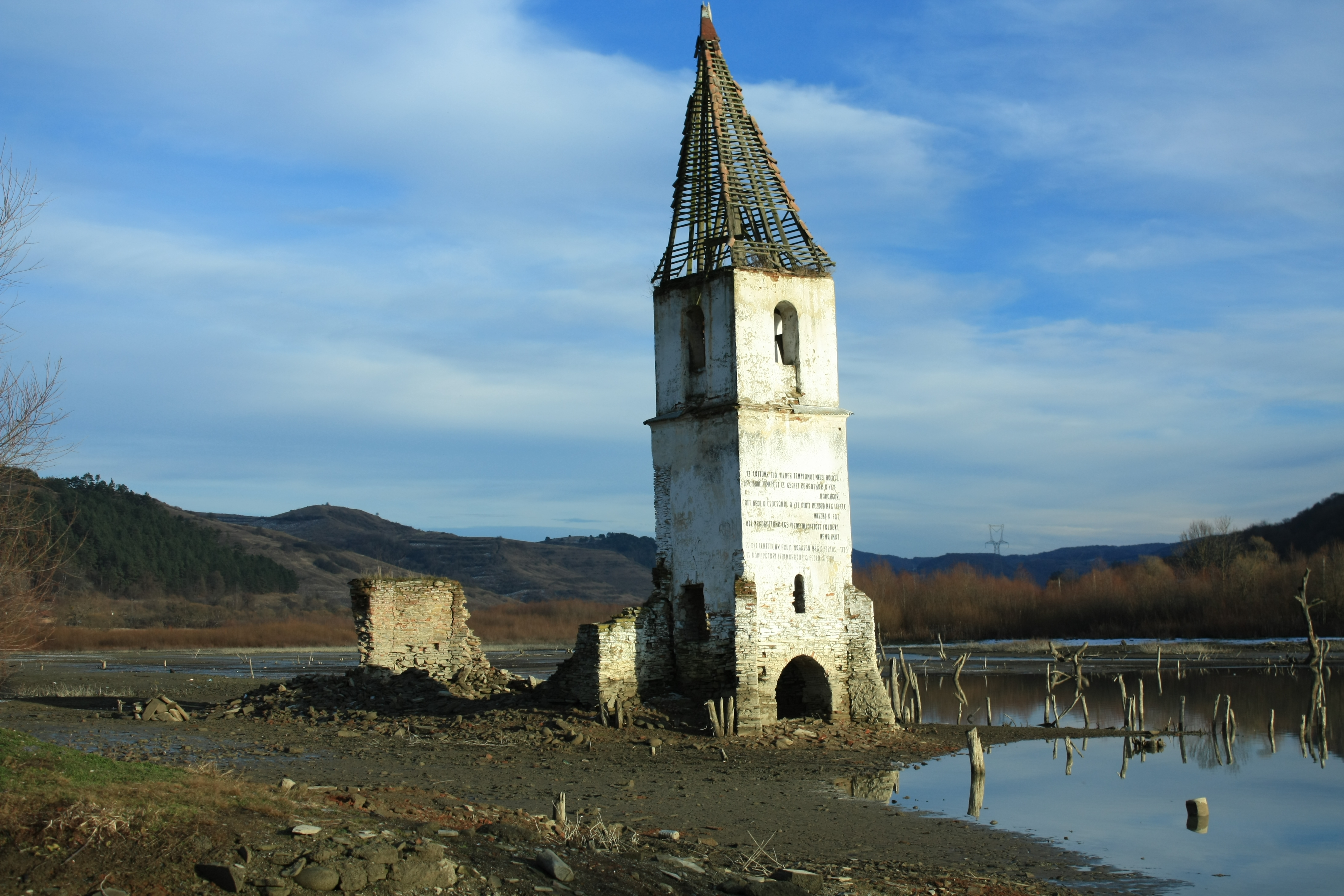
L'església del poble inundat de Bezidu Nou (Bözödújfalu)

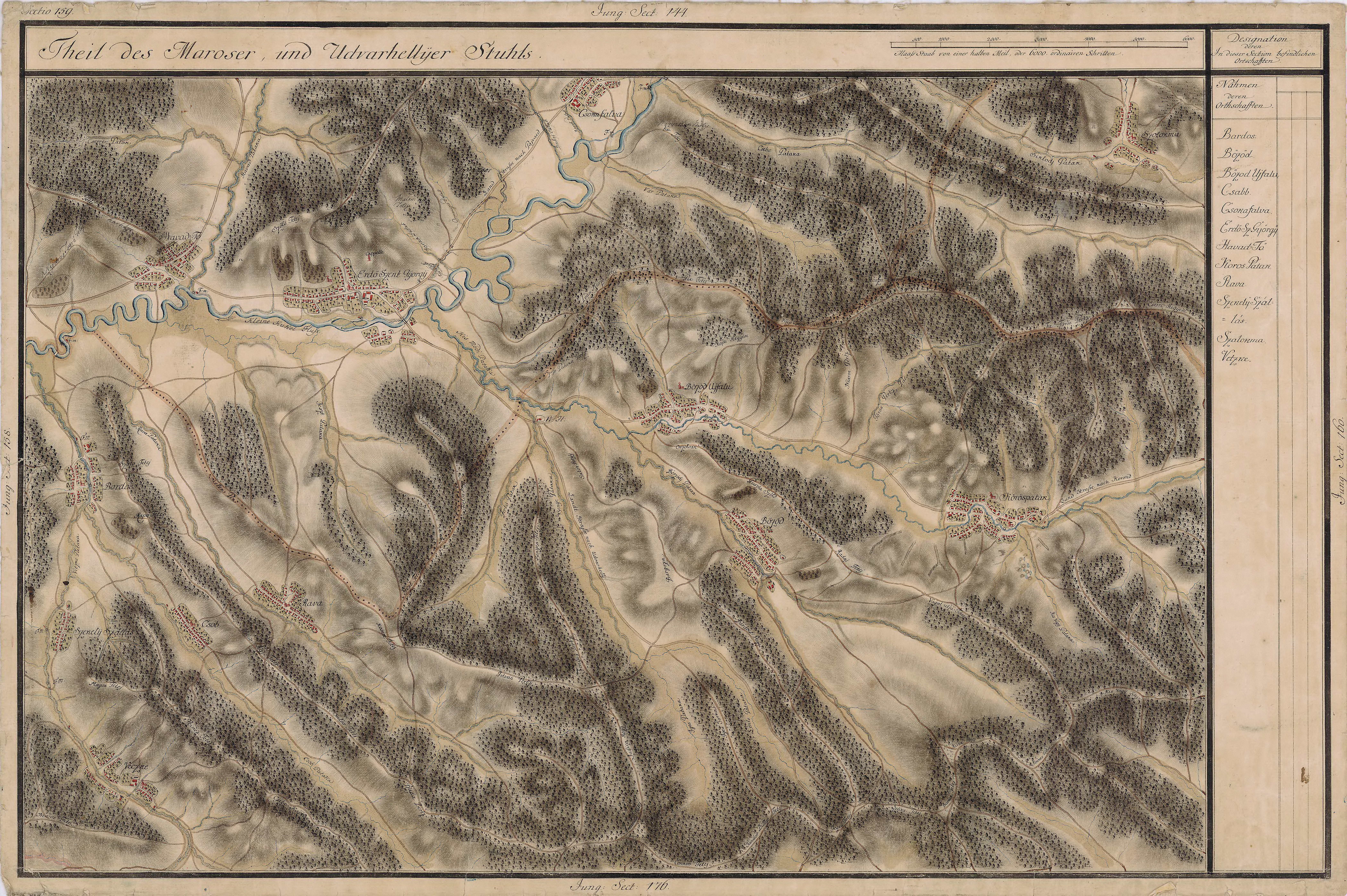
Com Erdő Szent Györgÿ al mapa Josephine, segle XVIII

El primer registre escrit de la ciutat es conserva en una llista d'apartaments del dècim papal de 1333 en la qual s'esmenta un sacerdot, "de Sancto Georgio" que va pagar una suma de 6 dinars a la diòcesi veïna. El 1347 es va esmentar un home anomenat Erdő, comte dels Székelys, i els fills d'Erdő de Erdőszentgyörgy. El 1442 s'escriu sobre Anna Herepei, esposa d'Erdő d' Erdewzenthgergh. El poble era la finca de Francesc I Rákóczi, príncep de Transsilvània. El castell de Rédey es va construir el 1647. El 1788 va néixer aquí Péter Bodor. El 1818-1809 es va reconstruir el castell de Rédey. El 1913, el nom oficial hongarès del poble era Erdőszentgyörgy.
El seu nom romanès era originalment Erdeo-Sângeorgiu; el 1919 el nom es va canviar per Sîngeorgiul de Pădure, que més tard va ser canviat per les autoritats romaneses pel nom oficial actual.
A mitjans de la dècada de 1780, com a part de la reforma administrativa josefina, Marosszék es va integrar al comtat de Küküllő, no obstant això, el sistema szék es va restaurar el 1790. Després de la supressió de la Revolució Hongaresa el 1849, el poble va formar part de la subdivisió militar Kibéd de la divisió Marosvásárhely al districte militar Udvarhely. :1, figure 3 Entre 1861 i 1876, l'antiga Marosszék va ser restaurada.:2 Com a resultat de la reforma administrativa del 1876, el poble va formar part del districte de Nyárádszereda, al comtat de Maros-Torda, al Regne d'Hongria.
Després de la guerra hongareso-romanesa de 1918-19 i del tractat de Trianon de 1920, Sângeorgiu de Pădure va passar a formar part de Romania i va quedar dins del comtat de Mureș durant el període d'entreguerres. El 1940, el Segon Premi de Viena concedí la Transsilvània del Nord a Hongria i fou mantingut per Hongria fins al 1944. Administrat per les autoritats soviètiques després del 12 de novembre de 1944, el poble, juntament amb la resta de Transsilvània del Nord, passà a ser administrat per Romania el 13 de març de 1945 i passà oficialment a formar part de Romania el 1947. Entre 1952 i 1960, la comuna va caure dins de la regió autònoma de Magyar, entre 1960 i 1968 la regió autònoma de Mureș-Magyar. :figure 4 El 1968, la província va ser abolida, i des de llavors, l'assentament forma part del comtat de Mureș. Es va convertir en una ciutat el 2004.
La tomba de Claudia Rhédey, àvia de Maria de Teck, es troba a la cripta de l'església reformada que va ser renovada el 1936 partir d'una donació en nom de la reina Maria de Teck (besnéta del comte Rhédey i àvia de la reina Elisabet II) i de la família reial britànica.

## Demografia
Sângeorgiu de Pădure té una majoria hongaresa absoluta de Székely. El 1900, el poble tenia, per ordre de mida, 4.131 hongaresos (91,23%) i 352 romanesos (7,77%). El 1930, el cens indicava 2.954 hongaresos (61,17%), 1,194 romanesos (24,73%), 334 jueus (6,92%) i 334 gitanos (6,92%). Segons el cens del 2011, 3,816 (75,48%) residents es van declarar hongaresos, mentre que 904 eren romanesos (17,88%) i un 4,74% gitanos, d'un total de 5,055 habitants. El 2002, a la ciutat hi havia registrades 2.121 persones i 1.912 edificis residencials.
El cens del 2002 va informar que el calvinisme era professat pel 54,71% de la població total, mentre que el 19,61% dels enquestats pertanyien a l'Església Ortodoxa Romanesa, el 10,34% dels enquestats s'identificaven com a unitaris, el 8,55% com a catòlic i l'1,07% com a baptista.

## Política

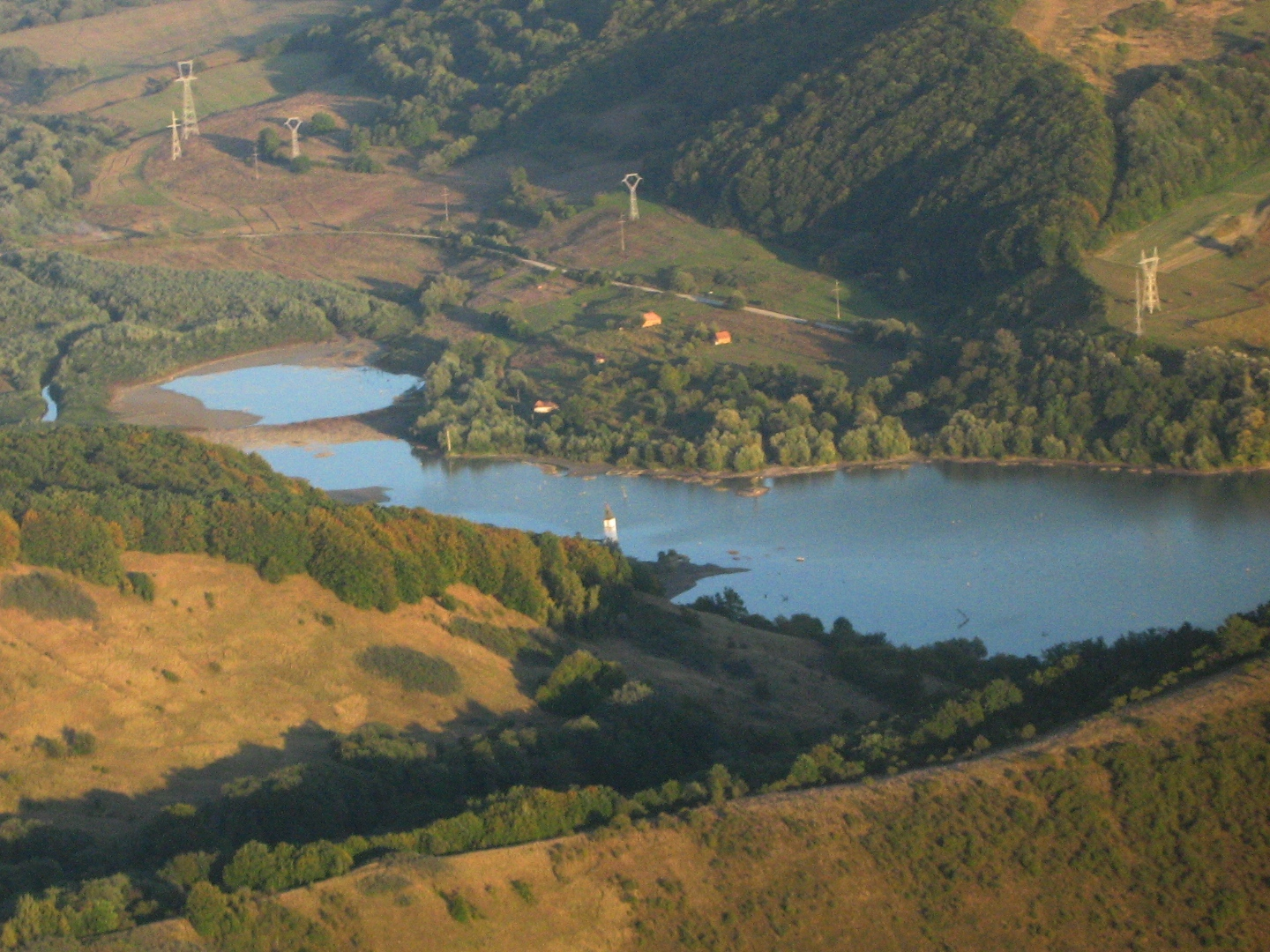
El llac artificial Bezid (Bözöd)

L'Ajuntament local té 15 membres (9 d'Unió democràtica d'hongaresos a Romania, 5 d'Unió social i liberal i 1 del Partit hongarès cívic).

## Llocs emblemàtics

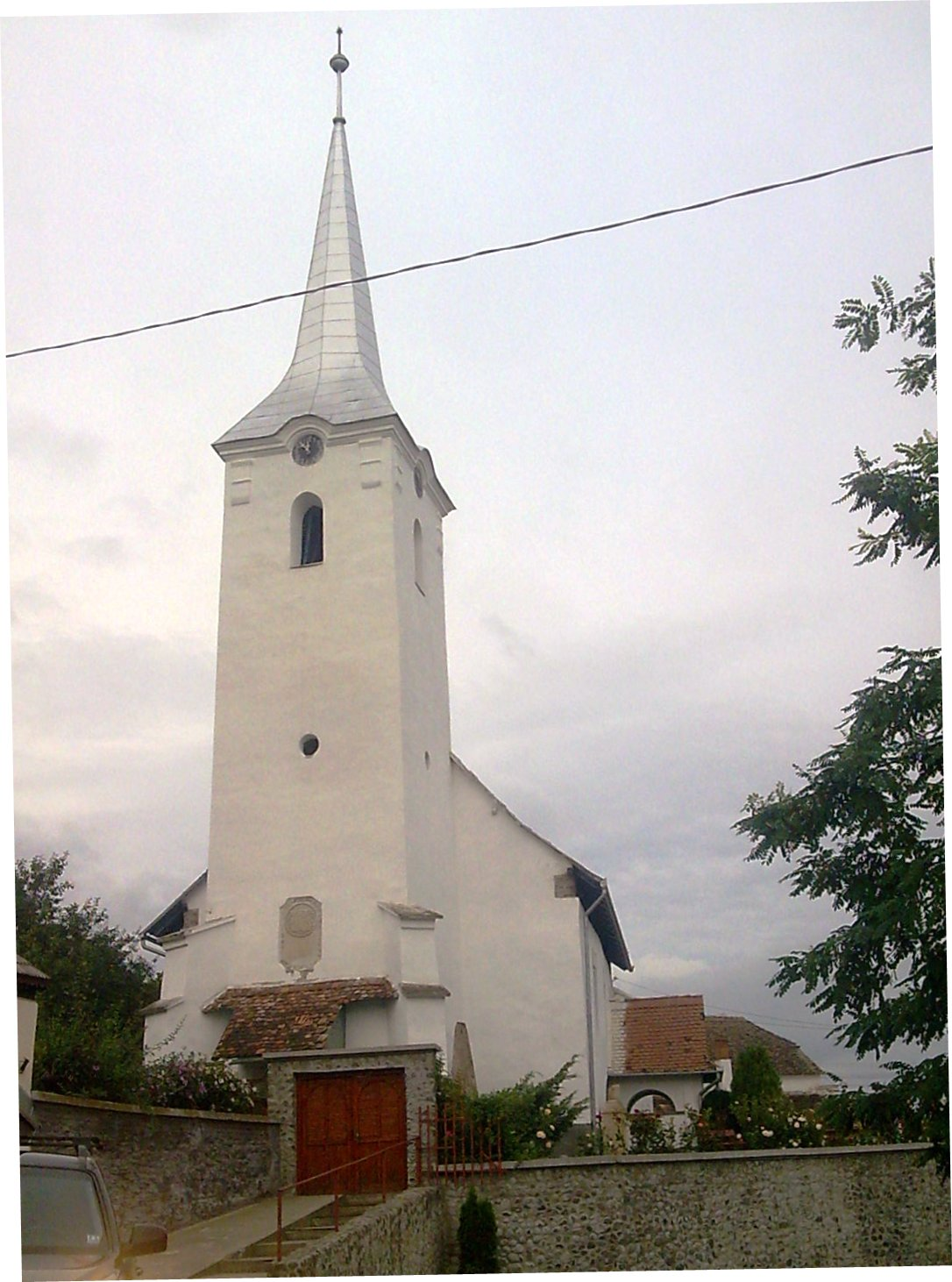
L'església reformada

- El castell de Rhédey es va construir el 1759 a l'emplaçament d'un antic castell del segle XVI. El castell fou reconstruït el 1808. Aquí va créixer la comtessa Claudine Rhédey von Kis-Rhéde.
- L'església reformada es va construir a finals del segle xiii i principis del XIV. El synode de l'església unitària es va celebrar aquí a 1621 quan els unitaris eren coneguts oficialment com a Sabatarios "judaïtzants".[14] L'església pertany a l'església reformada des del 1640. La torre de l'església es va afegir durant l'època de la Reforma. Els patrons de l'església eren les famílies Rhédey i Wesselényi. Va ser reconstruït i restaurat el 1760. Durant una plaga, la cripta sota l'església va ser tancada per un mur per ordre de Gabriel Bethlen, príncep de Transsilvània. La cripta de la família Rhédey també es troba en aquesta església. El mausoleu Rhédey, ara en ruïnes, es troba al cim d'un turó al nord del poble. Aquí és on les restes de la comtessa Claudia Rhédey, esposa del duc Alexandre de Württemberg, van ser retirades el 1841 i traslladades a l'església reformada.
- L'església ortodoxa es va construir el 1838 al lloc d'una antiga església de fusta.
- La ciutat també té una sinagoga.
- La casa pairal de la família Zeyk és del segle XVI. En aquesta casa va néixer el tinent general János Kiss.[15]

## Gent notable
- Péter Bodor, mecànic de Székely, va néixer aquí el 1788.[16]
- La comtessa Claudine Rhédey von Kis-Rhéde, esposa morganàtica del duc Alexandre de Württemberg. És la rebesàvia de la reina Isabel II del Regne Unit.
- El tinent general János Kiss, màrtir del moviment de resistència hongarès anti-alemany, va néixer aquí el 1883.[16]

## Agermanaments
La ciutat està agermanada amb:
- Baja, Hongria (des de 2002)
- Bélapátfalva, Hongria (des de 2006)
- Celldömölk, Hongria (des de 2001)
- Inke, Hongria (des de 2011)
- Kovačica, Sèrbia (des de 2007)
- Plan-les-Ouates, Suïssa (des de 2002)
- Varades, França (des de 2000)